# ジャン＝ポール・マーティン
ジャン＝ポール・マーティン(Jean-Pol Martin, 1943年 - )は、パリ出身のドイツ、カトリック系Eichstätt-Ingolstadt大学のフランス語フランス文学教授法を専門とする教授である。多くの書籍を出版するかたわら、"Lernen durch Lehren"（LdL, 教えることを通して学ぶ）教育コンセプトを推進している。"Lernen durch Lehren"（LdL）は学校や大学において学習者の積極的な参加を強く促し、学習効果を上げることを目的とする。まず、フランス語教育の場で発展したこのコンセプトは、現在ドイツ各地の多くの学校において、あらゆる専門分野で成功をおさめている。
このコンセプトの普及のため、ジャン＝ポール・マーティンは1967年、およそ800人の教師が参加するLdLネットワークをつくった。